# Kuchnia tybetańska

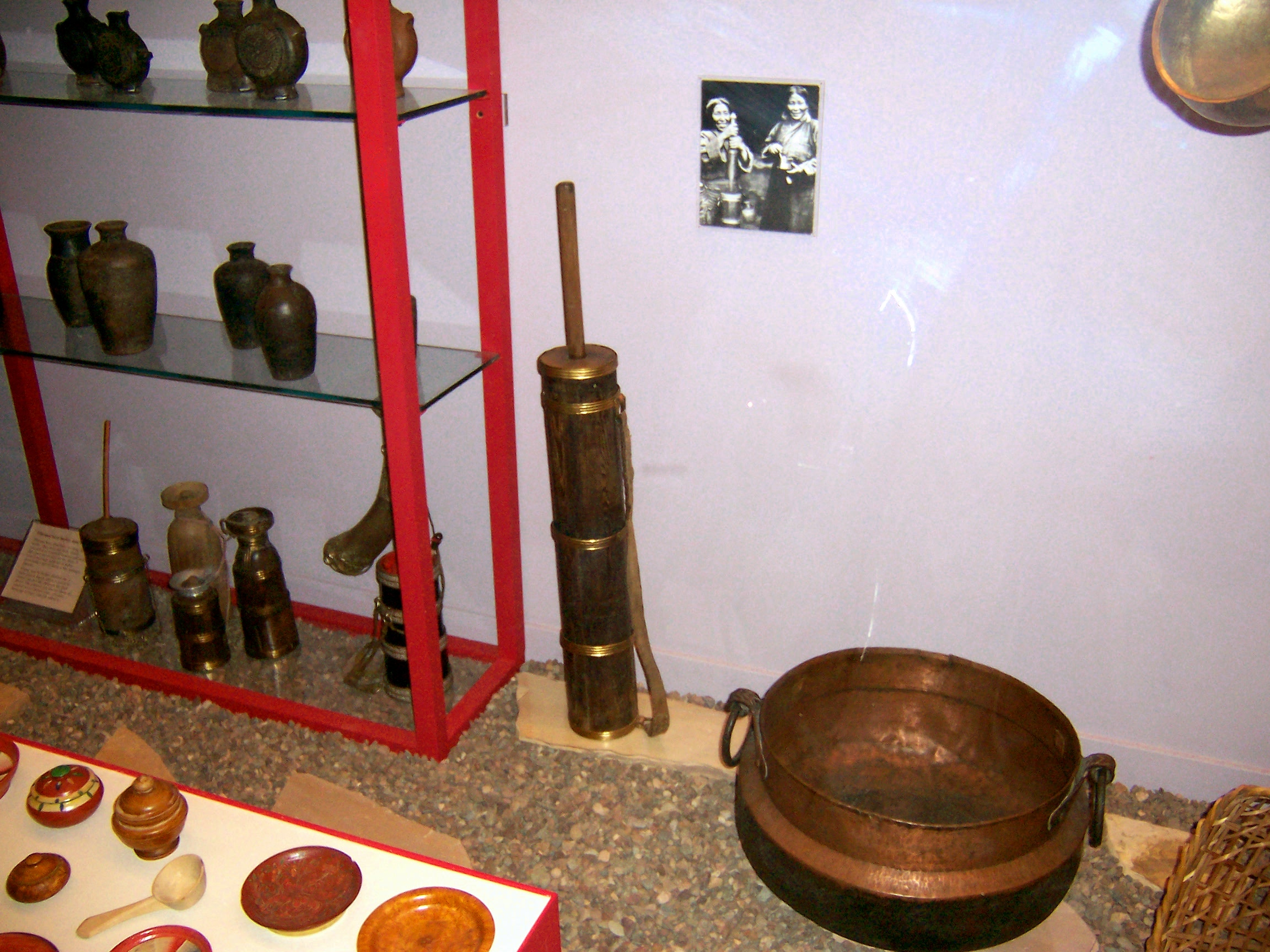
Tybetańskie akcesoria kuchenne

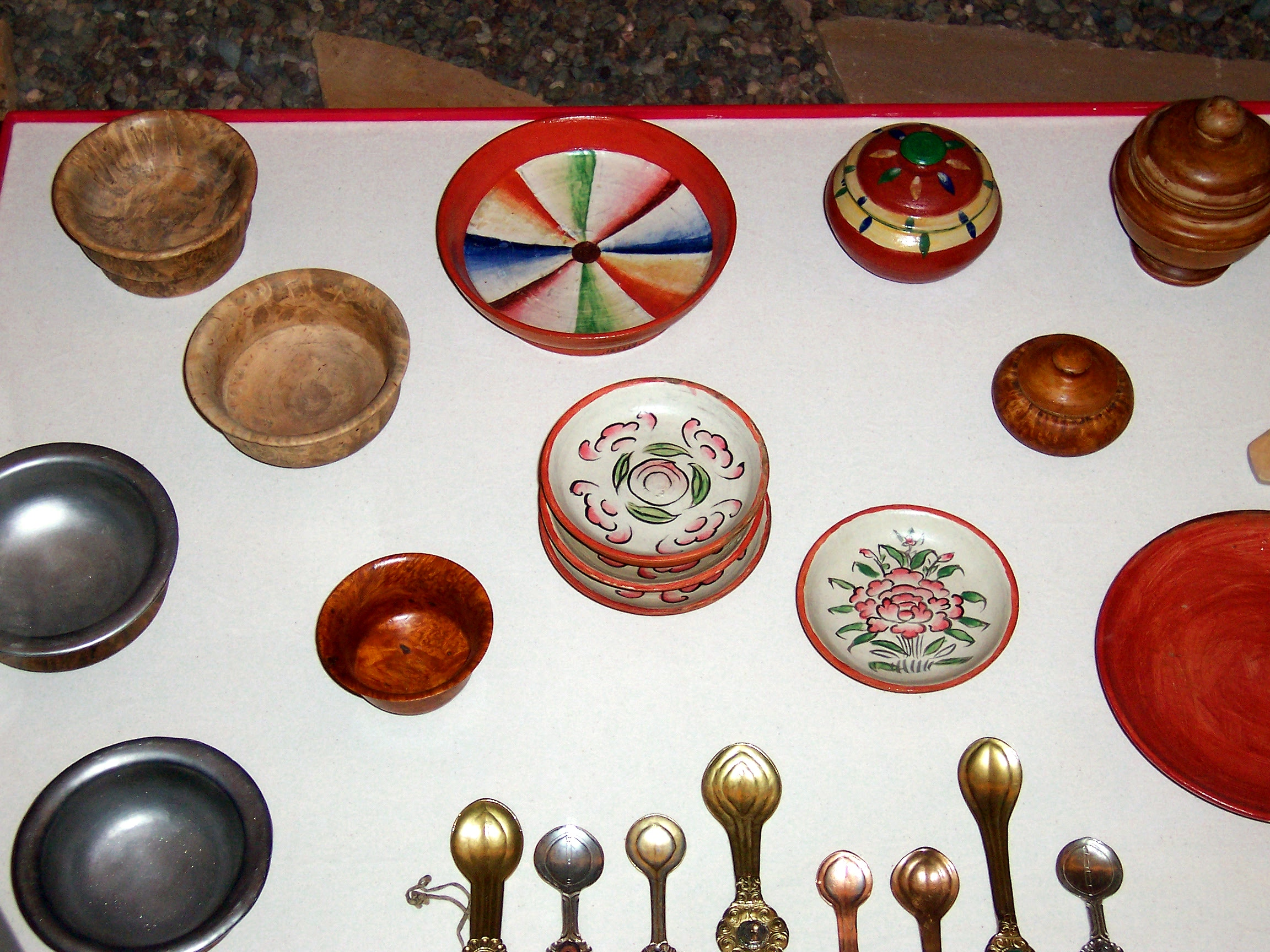
Tybetańskie naczynia i łyżki

Kuchnia tybetańska – ogólna nazwa tradycji kulinarnych ludów tybetańskich. 

## Charakter i specyfika
Na odmienność kuchni tybetańskiej rzutują przede wszystkim skrajnie surowe warunki naturalne i niewielka dostępność wielu produktów na takich wysokościach. Podstawowym składnikiem jest jęczmień, spożywany najczęściej w postaci prażonej mąki zmieszanej z tybetańską herbatą. Z jęczmienia wytwarza się również makaron i pierogi, a także lokalne piwo czang. Dostępne jest mięso jaków, kóz i owiec. Popularne są także produkty mleczne, zwłaszcza jogurt, masło i ser. Warzywa i ziemniaki są uprawiane jedynie w dolinach, natomiast ryż należy do produktów luksusowych. Najczęściej występującą przyprawą jest gorczyca. Herbata sprowadzana jest z Chin w postaci sprasowanych kostek, tzw. "brick tea". Spożywana jest w ogromnych ilościach, co niekiedy powoduje dolegliwości zdrowotne, związane z nadmiarem fluoru. Oprócz tradycyjnej herbaty tybetańskiej z jaczym masłem popularna jest także herbata jaśminowa. W diecie koczowników ważną rolę odgrywa suszone mięso i kostki podsuszonego sera.

## Wybór potraw
Typowe potrawy tybetańskie: 
- tsampa - prażona mąka jęczmienna
- momo - pierożki gotowane na parze
- thukpa - zupa z makaronem
- thenthuk - gęsta zupa z mięsem, warzywami i makaronem
- gyathuk - zupa z makaronem i mięsem w stylu chińskim
- sogthuk - zupa w stylu mongolskim
- sha bakle - płaski chleb nadziewany mięsem
- bakle korkun - podpłomyki
- rhu chotse - pierogi z mięsem w rosole
- amdo bakle - pieczony naleśnik
- köden - zupa z piwa czang z campą
- gyathuk ngopa - smażony makaron z jarzynami